# Philoliche silverlocki
Philoliche silverlocki är en tvåvingeart som först beskrevs av Austen 1912.  Philoliche silverlocki ingår i släktet Philoliche och familjen bromsar. Inga underarter finns listade i Catalogue of Life.